# 乔希·达菲
乔希·达菲（英語：Josh Duffy，2000年6月24日—），澳大利亚男子自行车运动员。他曾代表澳大利亚参加2022年英联邦运动会自行车比赛，获得男子4000米团体追逐赛铜牌。